# ناصر إسماعيل
ناصر إسماعيل (17 يوليو 1967 بباكستان - ) هو لاعب كرة قدم باكستاني في مركز الوسط. شارك مع منتخب باكستان لكرة القدم. أما مع النوادي، فقد لعب مع National Bank of Pakistan FC ‏.

## وصلات خارجية
- ناصر إسماعيل على موقع ناشيونال فوتبول تيمز (الإنجليزية)